# تشونغ هو يين
تشونغ هو يين (15 أبريل 1971 بهونغ كونغ في الصين - ) هو مدرب كرة قدم ولاعب كرة قدم هونغ كونغي في مركز حراسة المرمى. شارك مع منتخب هونغ كونغ لكرة القدم. أما مع النوادي، فقد لعب مع نادي جنوب الصين ونادي كيتشي ونادي إيسترن سبورتس وهونغ كونغ رينجرز وDouble Flower FA ‏.

## وصلات خارجية
- تشونغ هو يين على موقع قاعدة بيانات كرة القدم.إي يو (الإنجليزية)
- تشونغ هو يين على موقع ناشيونال فوتبول تيمز (الإنجليزية)
- تشونغ هو يين على موقع عالم كرة القدم.نت (الإنجليزية)